# Stazione di Mesagne
La stazione di Mesagne è una stazione ferroviaria posta sulla ferrovia Taranto-Brindisi. Serve l'omonimo comune.

## Strutture e impianti
La stazione è servita da due binari di cui uno di precedenza (binario 1) ed uno di corsa (binario 2).

## Movimento
La stazione di Mesagne è servita da treni regionali in servizio sulla tratta Taranto-Brindisi svolti da Trenitalia nell'ambito del contratto di servizio stipulato con la Regione Puglia.

## Servizi
La stazione dispone di:
- Area per l'attesa
- Accessibilità per portatori di handicap